# Partsko Carstvo
Partsko Carstvo je naziv za antičku iransku državu čiji su se vladari smatrali nasljednicima drevnog Ahemenidskog Perzijskog Carstva. Oko godine 247. pr. Kr. ju je osnovao Arsak, poglavica iranskog plemena Parni, nakon što je osvojio tadašnju seleukidsku satrapiju Partiju. Parni su se tada stopili s domaćim Partima, a Arsak je također osnovao znamenitu arsakidsku dinastiju, te se njegova država ponekad naziva i Arsakidsko Carstvo. Slabljenjem seleukidske moći, Partsko Carstvo se nametnulo kao vodeća sila Bliskog istoka, te je na vrhuncu moći uz područje današnjeg Irana sadržavalo i Mezopotamiju, Armeniju, južnu obalu Perzijskog zaljeva, te velike dijelove Afganistana, Pakistana i Turkmenistana. Partsko Carstvo objedinjavalo je elemente iranske i helenističke kulture što se najbolje očituje u političkoj upravi. Partsko Carstvo, koje je povremeno vodilo ratove s rimskom državom na zapadnim granicama, srušeno je godine 226. u pobuni vazala na jugozapadu Irana koji su nakon toga osnovali novo, Sasanidsko Perzijsko Carstvo.

## Poveznice
- Partija (pokrajina)
- Parti